# Ахмім
Ахмім (араб. اخميم, від дав.-єгип. Хент-мін, через копт. Хмін) — місто провінції Согаг в Республіці Єгипет. Населення 98 469 жителів (на 2006 р.). Розміщене в долині річки Ніл, за 4 км на схід від Согаг та 200 км на північ від Луксора. Давньогрецькі назви міста — Хемміс (Хемніс) і Панополіс.

## Історія
В Стародавньому Єгипту був столицею 9 ному Верхнього Єгипту. Тут народився Юйя, відомий чиновник за фараонів Тутмоса IV та Аменхотепа III. Покровителем міста був бог Мін. Місто славилося як один із центрів лляного ткацтва та каменярства.
В часи Римської імперії було центром коптського християнства. В цей час місто називалося Панополіс (від асоціації Міна з Паном) та Хемміс. Навколо міста було зведено декілька монастирів. У V ст. тут народилися поети Нонн і Кир.
Під час розкопок в місті знайдено численні християнські манускрипти, у тому числі фрагменти книги Еноха, Апокаліпсис Петра, Акти Ефейського Собору та інші.

### Втрачений храм Ахмім
В 13 столітті н.е. вражаючий храм все ще стояв у місті, від якого до нашого часу практично нічого не збереглося. В 1981 році під час будівництва в місті було знайдено частину храму, присвяченому богу Мін, з монументальним входом, який датується Греко-Римським періодом. Археологами було знайдено кілька фрагментів статуї Рамзеса ІІ та колосальну 11 метрову статую його доньки Мерітамен, що вважається найбільшою статуєю жінки в Єгипті. Розкопки було перетворено в музей під відкритим небом. В зв'язку з тим що даний храм схожий за стилем з храмом Едфу, вважається що залишки храму перебувають під сучасним містом. Храм згаданий Геродотом в його "Історіях".
Під час нещодавніх розкопок поруч з храмом Мін відкрито інший храм, побудований Рамзесом ІІ, який вважається його найбільшим храмом.